# 미할리스 키르야스
미할리스 키르야스(그리스어: Μιχάλης Κύργιας; 1989년 10월 14일 ~ )는 그리스의 축구 선수로, 현재 그리스 수페르리가 2의 아테네 칼리테아 FC의 수비수이다.

## 클럽 경력
키르야스는 아트로미토스에서 그의 유년 경력을 시작했고, 2009년에 아폴론 스미르니에서 프로로 대뷔했다. 그리스 U-19 축구 국가대표팀의 일원이 되면서, 2013년에 아리스 FC로 이적했다.